# نادي السيارات
نادي السيارات هي أحدث روايات علاء الأسواني والتي أصدرت في أبريل 2013، يتناول من خلالها بأسلوبه الأدبي القضايا التي تلمس كل إنسان مثل الكرامة، الحرية والعدل. ومن الجدير بالذكر أن أحداث الرواية تدور في أربعينات القرن العشرين وتحكي ضمن أحداثها الحافلة عن دخول السيارات إلى مصر والظروف التي مر بها الشعب خلال هذه الفترة من التاريخ.

## الكاتب
علاء الأسواني، طبيب أسنان وأديب مصري. أتم دراسته الثانوية في المدرسة الفرنسية في مصر. ولد في عائلة برجوازية، كان أبوه محامي وكاتب روائي أيضا. حصل علاء الأسواني على شهادة الماجستير في طب الأسنان من الولايات المتحدة الأمريكية في مدينة شيكاغو في جامعة إلينوي. يكتب القصة القصيرة والرواية، ولد في 26 مايو 1957، وهو عضو مؤسس في حركة كفاية المعارضة في مصر.[بحاجة لمصدر]

## الشخصيات
- كارل بنز مخترع السيارة الالمانى
- عبد العزيز همام الرجل الصعيدى من دراو بأسوان من عائلة الهمامية اكابر واعيان دراو يدور عليه الزمان حتى يترك اسوان ويعمل بمخزن نادى السيارات بالقاهرة
- ام سعيد زوجة عبد العزيز همام وام اولاده
- سعيد همام ابن عبد العزيز همام الأكبر (انانى، وصولى، متملق)
- كامل همام ابن عبد العزيز وهو اصغر سناً من سعيد طالب الحقوق وعلى النقيض من اخيه سعيد (مثقف، وطنى، مكافح)
- صالحه همام ابنة عبد العزيز (متفوقة دراسياً، جميلة)
- محمود همام اصغر أبناء عبد العزيز (جسيم، فاشل دراسياً، ضيق التفكير)
- الكوو رئيس الخدم الملكى في كل القصور والنوادى ووالمحافل الملكية (قوى الشخصية، صارم، لئيم، ولاينسى كونه خادم)
- عبدون أحد الخدم بنادى السيارات (ضدد سياسة الكوو)
- بحر البارمان وركابى الشيف والمتر شاكر ويوسف طربوش رؤساء الخدم بنادى السيارات
- جيمس رايت انجليزى عجوز مدير نادى السيارات (عنصرى، متملق للملك)
- ميتسى ابنة جيمس رايت (تدرس التمثيل، على النقيض من ابيها)
- الأمير شامل ابن عم الملك (وطنى، متواضع، عضو في نادى السيارات)
- على حمامة جار عائلة عبد العزيز في نفس البيت بالسيدة زينب
- عائشة زوجة على حمامة وصديقة ام سعيد
- فوزى وفايقة ابنا على حمامة وعائشة
- عبد البر (تاجر، زوج صالحة)
- حسن مؤمن زعيم الوفد بجامعة فؤاد الأول
- روزا خشاب ارملة إنجليزية وعضو بنادى السيارات
- داجمارا ارملة ألمانية عضو بنادى السيارات
- تفيدة السرساوى من عائلة كبيرة عضو بنادى السيارات
- سماحى، ركابى، ملاك، سليمان، عبدون، كرارة، نورى، بنان، فضالى، جابر، بشير (من الخدم بنادى السيارات)

## وصلات خارجية
- المدونة الرسمية
- الصفحة الرسمية للكاتب على الفيسبوك  على فيسبوك.
- تحميل رواية نادي السيارات إلكترونياً
- حفل توقيع رواية نادي السيارات
- آراء القراء على موقع أبجد حول رواية نادي السيارات
- صفحة رواية نادي السيارات على موقع جود ريدز